# Nina Žižić
Nina Žižić (født 20. april 1985) er en montenegrinsk sangerinde. Hun begyndte sin karriere i 2004 i gruppen Negre.

## Karriere
I december 2012 annoncerede RTCG, at Who See ville repræsentere Montenegro i Eurovision Song Contest 2013 i Malmø sammen med en "hemmelig kunstner", som senere viste sig at være Žižić med Who Sees sang "Igranka".  Sangen blev fremført i den første semifinale den 14. maj 2013, men blev nummer 12 med 41 point, og kvalificerede sig ikke til finalen.
I 2021 var Žižić med til at udvælge Montenegros bidrag til Eurovision Song Contest 2022 som en del af juryen.
Žižić deltog i Montesong 2024, den montenegrinske nationale finale for Eurovision Song Contest 2025, og endte på andenpladsen efter NeonoeN. NeonoeN trak sig dog hurtigt efter på grund af tidligere at have udført deres vindersang i 2023, da dette er en overtrædelse af reglerne. Žižić blev senere annonceret til at repræsentere Montenegro med sangen "Dobrodošli" i stedet.

## Diskografi

### Singler
| Titel                   | År   | Album              |
| ----------------------- | ---- | ------------------ |
| "Rijeka suza"           | 2006 | Ikke-album singler |
| "Potraži me"            | 2006 | Ikke-album singler |
| "Strogo povjerljivo"    | 2007 | Ikke-album singler |
| "Druga u meni"          | 2008 | Ikke-album singler |
| "Sve što želim"         | 2008 | Ikke-album singler |
| "Ja te moliti neću"     | 2009 | Ikke-album singler |
| "Zabranjujem            | 2011 | Ikke-album singler |
| "Odlazi"                | 2012 | Ikke-album singler |
| "Sama kriva"            | 2013 | Ikke-album singler |
| "Klik" (med Wikluh Sky) | 2013 | Ikke-album singler |
| "Kiss you, goodbye"     | 2016 | Ikke-album singler |
| "Paranoičan"            | 2023 | Ikke-album singler |
| "Dobrodošli"            | 2024 | Ikke-album singler |

### Gæsteoptrædener
| Titel           | År   | Andre kunstnere | Album              |
| --------------- | ---- | --------------- | ------------------ |
| "Igranka"       | 2013 | Who See         | Ikke-album singler |
| "Common Dreams" | 2023 | Dolce Hera      | Ikke-album singler |